# Alan Parker
Alan William Parker (Londres, 14 de febrero de 1944-Londres, 31 de julio de 2020), conocido como Alan Parker, fue un director y productor de cine, escritor y actor británico. Trabajó tanto en la industria del cine del Reino Unido como en la de Hollywood y fue uno de los fundadores del Director's Guild de Gran Bretaña. Entre sus trabajos más conocidos están El expreso de medianoche (1978), Fama (1980) y Pink Floyd The Wall (1982). En 1985 logró el gran premio del Festival de Cannes por su película Birdy (1984).

## Biografía
Nació en el seno de una familia de clase obrera es hijo de  Elsie Ellen, modista y de William Leslie Parker, un pintor de casas. Asistió a la escuela secundaria fundada en Islington por Dame Alice Owens. En los años de la década de 1960 dejó los estudios y fue contratado en agencias de publicidad como redactor. Pronto se encargó de dirigir la filmación de los anuncios. Sus trabajos más famosos y duraderos en esa época surgieron en la agencia Collett, Dickenson y Pearce de Londres. Entre ellos el anuncio para la casa de vermuts Cinzano, protagonizado por Leonard Rossiter y Joan Collins y exhibido en el Reino Unido.
Sus comienzos en el cine coinciden con su encuentro con el productor David Puttnam, quien produjo en 1971 la película Melody, uno de cuyos guionistas era Parker. En lo sucesivo, Puttnam produciría varios filmes de Parker, incluyendo El expreso de Medianoche (1978), que supuso su despegue como director. La película se ambienta en una prisión turca y fue una adaptación de la narración autobiográfica de Billy Hayes, un estadounidense detenido en 1970 con varios kilos de hachís en el aeropuerto de Estambul condenado a treinta años de prisión antes de lograr escaparse.
Con esta obra logró el elogio de la crítica y logró dos premios Óscar de la academia de Hollywood de 6 nominaciones, entre ellas las de «Mejor Director» y «Mejor Película». La película estuvo prohibida en Turquía hasta 1993. Más tarde, Parker volvería a aspirar al premio a Mejor Director por Arde Mississippi (1988), que consiguió otras seis nominaciones, incluyendo «Mejor Película». Sus últimos trabajos destacados fueron la adaptación cinematográfica de la novela Las cenizas de Ángela de Frank McCourt, que realizó en 1999, y La vida de David Gale de 2003, una crítica a la pena de muerte.
También dirigió algunos musicales, entre ellos Bugsy Malone (1976), Fama (1980), Pink Floyd The Wall (1982), The Commitments (1991) y, en 1996, Evita.
Alan Parker fue conocido por tanto por utilizar una amplia gama de estilos cinematográficos y trabajar en distintos géneros. Dirigió musicales, dramas reales,  dramas familiares y películas de terror y suspense.

## Premios y reconocimientos
Parker fue nominado a ocho premios BAFTA, tres Globos de Oro y dos premios Oscar. Fue miembro fundador del Gremio de Directores de Gran Bretaña y dio conferencias en escuelas de cine de todo el mundo. En 1985, la Academia Británica le otorgó el premio Michael Balcon por su destacada contribución al cine británico. 
Parker fue nombrado comandante de la Orden del Imperio británico (CBE) en los Honores de Cumpleaños de 1995 y Caballero Soltero en los Honores de Año Nuevo de 2002 por sus servicios a la industria cinematográfica. En 1999 recibió el premio Lifetime Achievement Award del Gremio de Directores de Gran Bretaña. Fue designado presidente de la Junta de Gobernadores del British Film Institute (BFI) en 1998 y en 1999 fue nombrado primer presidente del recién formado UK Film Council..
En 2005, Parker recibió un doctorado honoris causa en Artes de la Universidad de Sunderland, de la cual su asociado desde hace mucho tiempo, Lord Puttnam, es rector. En 2004 fue presidente del jurado del 26.º Festival Internacional de Cine de Moscú. En 2013 recibió el premio BAFTA Academy Fellowship Award "en reconocimiento a logros sobresalientes en las formas artísticas de la imagen en movimiento", que es el más alto honor que la Academia Británica puede otorgar.
El British Film Institute (BFI) rindió homenaje a Parker en septiembre y octubre de 2015 con un evento titulado "Focus on Sir Alan Parker" que incluyó múltiples proyecciones de sus películas y una entrevista en el escenario de Parker por parte del productor David Puttnam. El evento coincidió y marcó la donación de todo su archivo de trabajo al Archivo Nacional del BFI..

## Filmografía
- 1976: Bugsy Malone. Su primera película. Fue nominada a ocho premios de la Academia Británica de cine, de los cuales recibió cinco. Es una película musical sobre gánsteres que son niños. No hay balas, sino pistolas de crema. Intérpretes: Scott Baio, Jodie Foster, Florrie Dugger, John Cassisi, Martin Lev, Paul Murphy, Andrew Paul.
- 1978: Midnight Express. Obtuvo dos Oscar, de las 6 nominaciones, y seis Globos de Oro. Después de trasladarse a Los Ángeles (California), le presentaron a un joven y desconocido guionista, llamado Oliver Stone. Con Expreso de medianoche, Parker se dio cuenta del poder que tiene una película para conmover al público.[14]
- 1980: Fama. Consiguió dos Oscar de las seis nominaciones, y seis Globos de Oro. Dio lugar a una serie TV de gran éxito.
- 1981: Después del amor. Le resultó difícil porque le evocaba la ruptura de su propio matrimonio.
- 1982: Pink Floyd – The Wall. A Alan Parker, el aspecto visual de la película le interesó mucho más que el mensaje.[15]
- 1984: Birdy, que recibió el premio especial del Festival de Cannes. Con Matthew Modine y Nicolas Cage (dos actores hasta entonces desconocidos).
- 1987: Angel Heart. Con Mickey Rourke y Robert De Niro. Fue clasificada como película X inicialmente en EE. UU., lo que obligó a recortar algunas escenas. Es una extraordinaria mezcla de cine negro y santería.
- 1988: Mississippi Burning. Con Gene Hackman y William Dafoe. Siete nominaciones a los Oscar. Recibió tres premios de la academia británica. Interesante película sobre el racismo.
- 1990: Bienvenido al paraíso. Con Dennis Quaid. Alan Parker insistió con el tema de esta película porque le parecía que no había dicho todo lo que quería sobre el racismo.
- 1991: The Commitments. Recibió el premio al mejor director en el festival de Tokio. Recibió cuatro premios de la Academia Británica. Fue la primera experiencia profesional del más tarde exitoso grupo The Corrs.[16]
- 1994: El balneario de Battle Creek. Escrita y dirigida por Alan Parker. Interpretada por Anthony Hopkins, Bridget Fonda, Matthew Broderick y John Cusack. Según comentó, la hizo porque le apetecía hacer una película divertida.
- 1996: Evita. Adaptación del musical de Andrew Lloyd Webber. Escrita, dirigida y producida por Alan Parker, quien quería hacer una ópera teatral. Protagonizada por Madonna y Antonio Banderas. Ganó tres Globos de Oro (uno de ellos, para Madonna) y el Oscar a la mejor canción original (You must love me, añadida para la película). Fue nominada a otras cuatro estatuillas. Aunque rodada en buena parte en exteriores, y por tal sin las limitaciones del teatro, siguió al pie de la letra las canciones, sin diálogos adicionales. La música se grabó antes del rodaje, y los actores debían hacer sus papeles siguiendo el playback.[17][18]
- 1999: Las cenizas de Ángela. Con Emily Watson y Robert Carlyle. Pasó de la grandiosidad de Evita a la sencillez de esta película. Pero no fue menos difícil, porque en ésta tenía que trabajar con niños. Según el propio director, «trataba de hacer cosas diferentes, porque la variación mantiene fresca la creatividad».[19]
- 2003: La vida de David Gale. Con Kevin Spacey y Kate Winslet. Un alegato contra la pena capital, fue un fracaso en taquilla. Los críticos tampoco estuvieron satisfechos con este ejercicio fílmico.[20]

## Premios y reconocimientos
Premios Óscar
| Año  | Categoría      | Película                 | Resultado |
| ---- | -------------- | ------------------------ | --------- |
| 1979 | Mejor director | El expreso de Medianoche | Nominado  |
| 1989 | Mejor director | Mississippi Burning      | Nominado  |

Festival Internacional de Cine de Cannes
| Año  | Categoría              | Película | Resultado |
| ---- | ---------------------- | -------- | --------- |
| 1985 | Gran Premio del Jurado | Birdy    | Ganador   |

Premios BAFTA
| Año  | Categoría      | Película            | Resultado |
| ---- | -------------- | ------------------- | --------- |
| 1976 | Mejor director | Bugsy Malone        | Nominado  |
| 1978 | Mejor director | Midnight Express    | Ganador   |
| 1980 | Mejor director | Fama                | Nominado  |
| 1989 | Mejor director | Mississippi Burning | Nominado  |
| 1991 | Mejor director | The Commitments     | Ganador   |

Medallas del Círculo de Escritores Cinematográficos
| Año  | Categoría            | Resultado |
| ---- | -------------------- | --------- |
| 1999 | Premio internacional | Ganador   |

## Vida personal
Parker estuvo casado dos veces; primero con Annie Inglis desde 1966 hasta su divorcio en 1992, y después con la productora Lisa Moran, con la que estuvo casado hasta su muerte. Tuvo cinco hijos, entre ellos el guionista Nathan Parker.
Parker falleció en Londres el 31 de julio de 2020 a los 76 años, tras una larga enfermedad.